# Arts et Métiers
Arts et Métiers – stacja 3 i 11 linii  metra  w Paryżu. Stacja znajduje się w 3. dzielnicy Paryża.  Na linii 3 stacja została otwarta 19 października 1904 r, a na linii 11 - 28 kwietnia 1935.
Nazwa stacji pochodzi od Conservatoire national des arts et métiers.